# Ернст Буш (актор)
Ернст Буш (повнее ім'я — Фрідріх Вільгельм Ернст Буш, нім. Friedrich Wilhelm Ernst Busch; 22 січня 1900, Кіль, — 6 червня 1980, Бернбург) — німецький актор театру і кіно, співак. У передвоєнні роки здобув міжнародну славу як співак-антифашист і виконавець пісень про боротьбу робочого класу; після Другої світової війни прославився як провідний актор створеного Бертольтом Брехтом театру «Берлінер ансамбль». Лауреат Міжнародної Ленінської премії «За зміцнення миру між народами» (1972).

## Біографія
Ернст Буш народився у Кілі в сім'ї будівельника Фрідріха Буша і кравчині Анни Буш. Батько був членом Соціал-демократичної партії Німеччини, але демонстративно вийшов з неї у 1914 році, коли фракція СДПГ в рейхстазі проголосувала за військові кредити, тим самим підтримавши, війну.
Професійних артистів у роду не було, але співали в сім'ї Бушів усі; батько був членом хорового союзу будівельних робітників «Гармонія» і нерідко брав Ернста з собою на співанки. Навесні 1915 року Буш влаштувався учнем слюсаря на суднобудівельну верф «Німеччина», де пропрацював шість років, отримавши кваліфікацію слюсаря-інструментальника.
Від батька Ернст Буш успадкував і політичну активність, — у 1917 році він вступив до Соціалістичної спілки молоді Німеччини. У кінці жовтня 1918 року в Кілі спалахнуло повстання моряків, підтримане робітниками судноверфі, серед них був і Буш. Після Листопадової революції він активно брав участь в політичному житті рідного міста, став одним з організаторів і керівником заводського, а пізніше і районного комітету «Соціалістичної робочої молоді», у 1919 році вступив до тільки що утвореної Комуністичної партії Німеччини.

### Початок артистичної кар'єри
Одночасно Буш брав участь в театральній самодіяльності заводської молоді; на любительській сцені у 1920 році його помітив головний режисер Кільського драматичного театру Робін Роберт і порадив серйозно зайнятися вивченням сценічного мистецтва. Під керівництвом Роберта Буш підготував низку ролей для любительського театру, зокрема Франца Моора в «Розбійниках» Ф. Шиллера. У 1921 році, як і мільйони німців, він став безробітним і його було прийнято волонтером до Міського театру Кіля, яким керував у той час відомий режисер і актор Макс Пенсген-Альберті; в цей же час в театрі починав свою кар'єру Густаф Грюндгенс, якому належало стати видатним театральним діячем нацистської Німеччини.
У Міському театрі разом з драматичними виставами ставилися і опери, і тут у жовтні 1921 року відбувся дебют Буша на професійній сцені — в опері П. Масканьї «Сільська честь», де йому довелося в одній зі сцен розмахувати опахалом. Проте дуже скоро Буш отримав і справжню роль — Сіверса у драмі І. В. Гете «Гец фон Берліхінген». За два роки Буш зіграв низку ролей класичного і сучасного репертуару, найбільшою удачею, за визнанням критиків, став тиран Геслер у «Вільгельмі Теллі» Ф. Шиллера.
Молодий актор став відомим за межами рідного Кіля, отримував принадні пропозиції з інших міст, але Бушу хотілося побачити світ, і в 1924 році з двома приятелями він вирушив до Італії, з гітарою і без копійки в кишені. Три місяці вони вели життя бродячих комедіантів, заробляючи на проїзд і харчування німецькими народними і неаполітанськими піснями, відвідали багато міст, але врешті-решт були заарештовані за підозрою в шпигунстві і видворені з Італії.
У кінці 1924 року Буш повернувся до Міського театру, який після смерті Пенсгена-Альберті очолив Ганс Брокман, учень Макса Рейнгардта. Під його керівництвом Буш з великим успіхом зіграв Марка Антония в «Юлієві Цезарі» В. Шекспіра і уперше заспівав в його комедії «Як вам це сподобається». Відтоді кожого разу, коли роль вимагала співаючого актора, Брокман вибирав Буша; він з однаковою легкістю співав як в баритоновій, так і в теноровій теситурі, — який у нього був голос, так і залишилося загадкою. «Багатьох вражала, — писав через десятиліття І. Нестьєв, — стихійна обдарованість Буша-співака, точність і рельєфність його інтонаційної манери, свобода володіння голосом. Важко повірити, що цей унікальний співак не отримав майже ніякої професійної вокальної виучки, а опановував своє рідкісне мистецтво в процесі тривалої і самостійної творчої практики…».
Незабаром разом з Брокманом Буш перейшов до Міського театру Франкфурта-на-Одері; тут «дуже привабливий, стрункий блондин» (за описом Г. Ейслера) з однаковим успіхом виступав як в амплуа героя-коханця, так і в характерних ролях; але найбільший успіх припав на долю його Яго, одній із складних ролей шекспірівського репертуару. Слух про видатне досягнення 25-річного актора досяг столиці, — Еріх Енгель, що спеціально приїхав дивитися «Отелло» Брокмана, пізніше згадував: «…Буш мені дуже сподобався, хоча тоді я і не був цілком задоволений його трактуванням ролі. Але я зрозумів, що переді мною акторська індивідуальність особливого масштабу». Енгель рекомендував молодого актора своєму другу Ервіну Піскатору, і ця рекомендація, як він вважав, принесла удачу усім трьом.

### В Берліні
Рекомендацією Енгеля Буш скористався не відразу: влітку 1926 року він вступив до трупи «Пересувного театру» Померанії, який обслуговував округ Кеслін і виступав зазвичай в готелях і корчмах. Лише у червні 1927 року Буш приїхав до Берліна й був прийнятий до Театру на Ноллендорфплац, який в тому ж році очолив Піскатор і перетворив на Театр Піскатора.
Перша поставлена Піскатором вистава — «Гоп-ля, ми живемо»! за п'єсою Ернста Толлера — змусила говорити про себе усю Німеччину; у цьому спектаклі, в ролі Альберта Кроля, Буш дебютував на столичній сцені. У наступній постановці Піскатора, «Распутін, Романови, війна і повсталий народ», п'єси, що була переробкою О. Н. Толстого і П. Щоголєва «Змова імператриці», Буш зіграв декілька невеликих ролей і заспівав дві пісні на музику Едмунда Майзеля, — його вокальні дані і уміння донести до слухача кожне слово не залишилися непоміченими: після тимчасового закриття театру навесні 1928 року Буш отримував пропозиції не лише від різних драматичних театрів, але й від кабаре. В Театрі Піскатора відбулася і перша його зустріч з Гансом Ейслером, що написав музику до найскандальнішого спектаклю театру, — «Берлінський купець»; п'ять пісень, виконаних Бушем в цьому спектаклі, поклали початок багаторічній співпраці співака й композитора. На початку 30-х років написані спеціально для Буша пісні Ейслера на вірші Б. Брехта, Е. Вайнерта і К. Тухольського розходилися на грамплатівках усією Європою.
Одночасно Буш виступав і на інших сценах, у 1928 році в Театрі на Шифбауердам він зіграв невелику роль констебля Сміта у першій постановці «Тригрошової опери» Брехта-Вайля; після остаточного закриття Театру Піскатора у 1930 році він став актором «Фольксбюне», де з однаковим успіхом виступав як у драмах В. Шекспіра і Ф. Шиллера, так і в сучасних п'єсах — Б. Брехта, Г. Кайзера, Ф. Вольфа. У 1932 році він зіграв в Театрі на Шифбауердам Павла Власова у п'єсі Брехта «Мати» (за мотивами роману О. М. Горького).
У ці роки Буш часто виступав і на концертній естраді — як співак і як читець, працював на радіо. У 1929 році він дебютував в кінематографі, знявшись у фільмі «Катарина Кні» — в ролі жонглера і акробата Фріца Кні, якого він роком раніше зіграв на сцені «Лессінг-театру». Наступним фільмом з його участю стала екранізація «Тригрошової опери» (1931), — в знаменитому фільмі Г. В. Пабста Буш грав вуличного співака, що виконував, зокрема, баладу про Меккі Мессера.
Співпраця з Пабстом продовжилася у фільмі «Товариство», — Буш грав в ньому керівника рятувального загону німецьких робітників, якому довелося порушити кордон задля надання допомоги французьким колегам, постраждалим під час вибуху на вугільній шахті. За чотири роки Буш знявся в десяти фільмах, у тому числі в «Кулі Вампе» Златана Дудова і антивоєнній «Нейтральній смузі» Віктора Триваса. Безпосередньо з приводу фільму «Нейтральна смуга» німецький критик писав: «В чому сила дії цього Ернста Буша? В упевненості і спокої, з яким він тримається на сцені і на екрані? У пробивній силі його голосу? Чи у вражаючій концентрованості? Можливо, в усіх цих якостях узятих разом. Але є ще дещо: за Бушем-актором стоїть свій парубок. І він грає не заради задоволення, але мистецтво для нього шлях до мети…».

### Після 1933 року
На рубежі 1920—1930-х років Буш-співак виступав на антифашистських мітингах не рідше, ніж на концертах, які також часом перетворювалися на мітинги, — його звали «червоним Орфеєм» (Roter Orpheus) і «Таубером барикад» (Barrikaden-Tauber), на честь знаменитого австрійського оперного співака, і після приходу нацистів до влади в січні 1933 року він дивом уникнув арешту. 27 лютого, в день підпалу рейхстагу, Буш грав в Магдебурзі у прем'єрі соціальної драми Г. Кайзера «Срібне озеро»; наступного дня виставу було заборонено.
Після повернення до Берліна актор 6 березня прочитав в одній з газет: «Чи відомо вам, що Ернст Буш все ще знаходяться в Берліні»? 9 березня 1933 року друзі допомогли Бушу разом з дружиною — акторкою і співачкою Євою Циммерман перетнути голландський кордон.
На радіостанціях Голландії і Бельгії були організовані спеціально призначені для Німеччини передачі, в яких брали участь німецькі антифашисти, в їх числі і Буш. Він давав концерти в різних містах Європи, разом з Ейслером записував платівки в Лондоні. Буш, що не здобув музичної освіти, не умів читати ноти, покладався виключно на свою пам'ять і слух. «Якщо він читатиме ноти, — говорив із цього приводу Ейслер, — він втратить свою безпосередність. Іноді Буш дещо міняє в моїй композиції. Але я нічого не маю проти. Так, як він співає, — завжди краще».
У 1935 році Буш отримав офіційне запрошення з СРСР — від Міжнародного об'єднання революційних театрів, яке очолював Піскатор, і в листопаді один, без Єви, прибув до Москви. Тут Буша, окрім численних прихильників, вже чекали друзі — німецькі антифашисти,, звідси, на московській радіохвилі, він звертався до своїх співвітчизників — в передачах під назвою «Чарівний ріг хлопчика», запозиченим у популярних в Німеччині збірок народних пісень.
У СРСР Буш не лише виступав з концертами, але і продовжив свою кінокар'єру, знявшись у фільмі Густава фон Вангенхайма «Борці». У 1936 році Піскатор в Горькому приступив до зйомок фільму «Червоне німецьке Поволжя», в якому одну з головних ролей грав Буш. Коли Піскатор ненадовго вирушив до Парижа, виконавиця головної жіночої ролі Карола Неєр була заарештована разом з чоловіком — німецьким комуністом по звинуваченню в шпигунстві. Попереджений про це друзями, Піскатор до СРСР не повернувся, а Буш у січні 1937 року вирушив до Іспанії, де взяв участь в громадянській війні у складі німецької 11-ї інтернаціональної бригади
У липні 1938 року Буш полишив Іспанію, знайшовши собі притулок в Бельгії, де впливовою політичною фігурою і бургомістром Антверпена був його прихильник Каміль Гюїсманс, він виступав по радіо, з концертами і на мітингах — збирав кошти для бійців інтернаціональних бригад. В Антверпені у кінці листопада 1938 року Буш поставив «Тригрошову оперу» і цього разу зіграв в ній Мехкіта — фламандською мовою. У 1939 році, ще задовго до початку Другої світової війни, політика в Бельгії і сусідній Голландії почала змінюватися: тепер з його репертуару викреслювали антифашистські пісні, забороняли в концертах торкатися тим, пов'язаних з Німеччиною.

### Друга світова війна
10 травня 1940 року почалося вторгнення німецьких військ до Бельгії, — уряд спішно інтернував німецьких емігрантів, серед яких був і Буш, і відправив потягом до Франції, де вони були поміщені в концентраційний табір Сен-Сіпрієн в Піренеях — в той самий табір, в якому знаходилися інтерновані бійці іспанських интернбригад.
У кінці 1940 року Буш був переведений до концентраційного табору Гюрс; в грудні 1942 року за допомогою учасників французького Опору йому вдалося втекти з табору, проте недалеко від швейцарського кордону він його було заарештовано жандармерією уряду Віші і в січні 1943 року видано гестапо. Поміщений до берлінської в'язниці Моабіт, Буш звинувачувався в «підготовці до державної зради», йому загрожувала страта; але в долю його втрутився друг юності Густаф Грюндгенс: найнятий ним адвокат зумів довести, що Буш не може звинувачуватися в державній зраді, оскільки ще в 1937 році був позбавлений німецького громадянства. Актор був засуджений до чотирьох років позбавлення волі і відбував їх в бранденбурзькій каторжній в'язниці, в якій, за свідченнями ув'язнених, на ділі розстрілювали без суду і слідства.
Між тим голос Буша, що зберігся на грамплатівках, звучав і в німецькому антифашистському підпіллі, і на фронті: записи пісень Ейслера у виконанні Буша агітподрозділи Радянської Армії через польові радіоустановки транслювали на іншу сторону лінії фронту.

### Післявоєнні роки
У листопаді 1943 року у в'язницю Моабіт, де знаходився у той час Буш, потрапила американська бомба, — в результаті отриманого поранення обличчя його було частково паралізоване, він втратив свою виразну міміку і після звільнення радянськими військами у квітні 1945 року довгий час не наважувався виходити на концертну естраду, тим більше що до цього часу він був вже більше відомий за кордоном, ніж у себе на батьківщині. Уперше він виступив в концерті у травні 1946 року, на урочистому відкритті тимчасового приміщення театру «Фольксбюне», — Костянтин Симонов присвятив цьому виступу вірш «Німець» («У Берліні на холодній сцені».). Змінився і голос Буша: став нижче, втратив колишню чистоту, але придбав нові барви.
Вже в листопаді 1945 року він грав в Театрі Геббеля в американському секторі Берліна у п'єсі Р. Ардрі «Маяк» («Скеля грому») колишнього журналіста, що живе відокремлено на маяку, зневірився в усьому і нічого не бажає знати про навколишній світ.
У червні 1946 року в Театрі Геббеля («Фольксбюне» на Саарландштрассе) відбулася прем'єра п'єси Максима Горького «На дні», в якій Буш грав Сатіна; в тому ж році в Театрі на Шифбауердам він поставив п'єсу Ф. Вольфа «Матроси з Каттаро», в якій з успіхом виконував головну роль в 1930 році.
З 1950 року Буш був членом Академії мистецтв ГДР.

#### У Східному Берліні. Мистецтво і політика

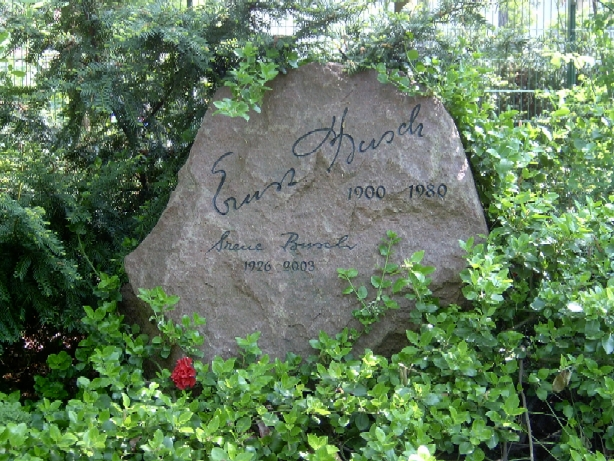
Могила Ернста Буша

Перші роки після звільнення Буш жив і працював в західній частині Берліна: там був і будинок, в якому він жив до 1933 року, — Колонія художників (Künstlerkolonie) на Лауберхаймерплац, що пізніше перетворилася на штаб Опору, там же відкрився і перший в післявоєнному Берліні театр. Але в 1949 році Брехт, що повернувся з еміграції створив в східному секторі столиці театр «Берлінер ансамбль», і з весни 1951 року Буш виступав одночасно на двох сценах Німецького театру: на одній давав спектаклі власне Німецький театр, керований В. Лангхофом, на іншій — «Берлінер ансамбль».
Для «епічного театру» Брехта Буш був ідеальним актором — пройшов ще в довоєнні роки і «школу представлення» в Театрі на Шиффбауердамм, і «школу переживання» на інших сценах, що зріднилося з драматургією Брехта ще на рубежі 20—30-х років, співаючим актором, що для театру Брехта було виняткове важливо, і нарешті, актором-громадянином, який тільки і міг бути для Брехта справжнім однодумцем.
З театром «Берлінер ансамбль» Ернст Буш гастролював по всьому світу, у тому числі в СРСР у 1957 році. Серед найкращих ролей, зіграних Бушем у театрі — Кухар в «Матінці Кураж та її дітях», Семен Лапкін у п'єсі «Мати», Аздак в «Кавказькому крейдяному крузі» Б. Брехта.
У 1961 році Буш покинув сцену, за офіційною версією — у зв'язку з хворобою, проте існує і інша версія — політична: що народилася ще в 1960-х легенда про те, що Буш на засіданні ЦК СЄПН дав ляпас Хонеккеру, не підтверджена надійними джерелами, але прихильники актора в неї вірять. В день свого 60-річчя, в січні 1960 року, Буш дав в Академії мистецтв НДР концерт, складений в основному з репертуару літературних кабаре 20-х років; його урочисто вітали високопоставлені партійні чиновники, проте і тут не обійшлося без інцидентів, які очевидці пам'ятали і через тридцять років. Так, Буш виконав дуже популярну у кінці 20-х років «Мильну пісню»: під час чергових виборів до рейхстагу у 1928 році соціал-демократи роздавали виборцям маленькі шматочки мила з витисненим на них закликом: «Голосуйте за СДПН»! На цю передвиборну акцію відгукнулися друзі Буша — написали сатиричну пісеньку, яка пригадувала соціал-демократам і голосування за військові кредити в 1914 році, і розстріл робітників у 1919-му, і багато чого інше, — і кожне діяння супроводжувалося рефреном: «Ми мильну піну збиваємо, / Ми втираємося в довіру, / Ми знову відмиваємо свої руки». І раптом виявилось, пише біограф Буша Йохен Фоїт, що цей рефрен з часів Веймарської республіки прекрасно вписується в політику СЄПН в НДР. Партійних чиновників це відкриття глибоко шокувало, а Буш тим часом (саме у цій пісні і ні в якій іншій) жестами закликав: «Підспівуйте»! — не залишаючи колишнім товаришам по партії іншого виходу, як підспівувати з безневинним видом: «Ми знову відмиваємо свої руки»..

##### Останні роки
Покинувши сцену, Буш протягом кількох років записував на студії грамзапису цикл «Хроніка в піснях, баладах і кантатах»; виданий пізніше на компакт-дисках, цикл включав 200 пісень. Але в цілому Буш віддалився в приватне життя: овдовівши, він в 1964 році утретє одружився і уперше став батьком.
Актор помер 8 червня 1980 року в Бернбурзі і був похований в Берліні, на старовинному кладовищі Панков III (нім. Friedhof Pankow III) в районі Нідершенхаузен. В 1981 році його ім'я було присвоєне Вищій школі театрального мистецтва, яка і нині називається Hochschule für Schauspielkunst «Ernst Busch» Berlin.

## Творчість

### Театральні роботи

#### Актор
Театр Піскатора
- 1927 — «Гоп-ля, ми живемо!» Е. Толлера. Постановка Е. Піскатора — Альберт Кроль
- 1927 — «Распутін, Романови, війна і повасталий народ», за мотивами п'єси А. М. Толстого і П. Щоголєва «Змова імператриці». Постановка Е. Піскатора — маршал Фош та ще декілька ролей
- 1928 — «Берлінський купець» В. Мерінга. Постановка Е. Піскатора — декілька ролей, хор

Театр на Шифбауердам
- 1928 — «Тригрошова опера» Б. Брехта і К. Вайля. Постановка Е. Енгеля — констебль Сміт
- 1928 — «Пігмаліон» Б. Шоу — доктор Гіггінс
- 1932 — «Мати» Б. Брехта за мотивами роману О. М. Горького. Постановка Еміля Буррі — Павло Власов
- 1946 — «Матроси з Каттаро» Ф. Вольфа. Постановка Е. Буша — Франц Раш

«Фольксбюне» (на Бюловплатц)
- 1930 — «Ткачі» Г. Гауптмана. Постановка К. Х. Мартіна — Пекар
- 1930 — «Матрос з Каттаро» Ф. Вольфа — Франц Раш
- 1932 — «Товариш Каспер» П. Шурека — Каспер

Інші театри
- 1930 — «Захід» Б. Брехта. Постановка З. Дудова — Агітатор (Берлінська філармонія)

Театр Геббеля («Фольксбюне» на Саарландштрассе)
- 1945 — «Маяк» («Скеля грому») Р. Ардрі. Постановка К. Х. Мартіна — доглядач маяка Чарлстон
- 1946 — «На дні» О. М. Горького. Постановка К. Х. Мартіна — Сатін

Берлінер ансамбль
- 1951 — «Матінка Кураж та її діти» Б. Брехта. Постановка Е. Енгеля і Б. Брехта — Кухар
- 1952 — «Мати» Б. Брехта за романом О. М. Горького. Постановка Б. Брехта — Семен Лапкін
- 1954 — «Кавказький крейдяний круг» Б. Брехта. Постановка Б. Брехта — Чхеїдзе і Аздак
- 1957 — «Життя Галілея» Б. Брехта. Постановка Е. Енгеля і Б. Брехта — Галілей

Німецький театр
- 1951 — «Прага залишається моєю» Ю. Буряковського. Постановка В. Лангхофа — Фучик
- 1953 — «Отелло» У. Шекспіра — Яго
- 1953 — «Глибока розвідка» А. Крона — Майоров
- 1954 — «Фауст» И. В. Гете. Постановка В. Лангхофа — Мефістофель
- 1957 — «Шторм» В. Білль-Білоцерківського. Постановка В. Лангхофа — Голова укома

#### Режисер
- 1938 — «Тригрошова опера» Б. Брехта—К. Вайля — Антверпен
- 1946 — «Матроси з Каттаро» Ф. Вольфа — Театр на Шифбауердам
- 1952 — «Кремлівські куранти» М. Погодіна. Художники Джон Хартфілд і Віланд Херцфельде — «Берлінер ансамбль»[29]

### Фільмографія
- 1929 — Катарина Кні / Katharina Knie — Фріц Кні
- 1931 — Тригрошова опера / Die Dreigroschenoper — Вуличний співак
- 1931 — Вуличні пісеньки / Gassenhauer — співак Петер
- 1931 — Товариство / Kameradschaft — Бергман Витткопп
- 1931 — Нейтральна смуга / Niemandland — Німець
- 1932 — Куле Вампе, або Кому належить світ? / Kuhle Wampe oder Wem gehört die Welt — Фріц
- 1932 — Кримінальна справа Гельдерна / Strafsache van Geldern — Ганс Лерзе, судовий репортер
- 1932 — Двоє з Південного експреса / Die zwei vom Südexpress — Машиніст локомотива
- 1932 — Одна з нас / Eine von uns — Петер
- 1933 — Море кличе / Das Meer ruft
- 1936 — Борці / Kämpfer — судья Зийверт
- 1971 — Гойя, або Тяжкий шлях пізнання / Гойя, или Тяжкий путь познания

#### Фільми про Ернсте Буша
- 1967 — Таубер барикад / Der Barrikadentauber — телевізійний фільм Ервіна Буркерта (НДР)
- 1976 — Ернст Буш і його сторіччя / Ernst Busch und sein Jahrhundert — телевізійний фільм Ганса Хрістіана Норрегаарда (Данія)
- 1980 — Еренст Буш — співак робочого класу / Ernst Busch — Arbeitersänger — телевізійний фільм Ервіна Буркерта (НДР)
- 1982 — Буш співає / Busch singt — 6-серійний телевізійний фільм Конрада Вольфа (НДР)
- 2000 — Я — Ернст Буш / Ich bin Ernst Busch — документальний фільм Петера Фойгта (Німеччина)

### Найвідоміши пісні
- «Мильна пісенька» (Seifenlied, 1928) — на вірші Юліана Арендта, музика Отто Странцкі
- «Гімн Комінтерна» (Kominternlied, 1928)
- «Гвардія калік» (Die Krüppelgarde, 1930) — на вірші Давида Вебера, музика Ганса Ейслера
- «Тривожний марш» (Der Heimliche Aufmarsch, 1931) — на вірша Еріха Вайнерта, музика Ганса Ейслера
- «Пісня солідарності» (Solidaritätslied, 1931) — на вірші Бертольта Брехта, музика Б. Брехта і Г. Ейслера[30]
- «Пісня про болванчиків» (Das Lied von den Murmeln, 1932) — на вірші Макса Офюльса, музика Гаррі Ралтона
- «Пісня штурмовика» (Das Lied vom SA-Mann, 1932) — на вірші Бертольта Брехта, музика Ганса Ейслера
- «Болотні солдати» (Die Moorsoldaten, 1933) — написана коммуністами-політв'язнями в концтаборі Бергермор, що знаходися на болотах
- «Пісня Єдиного фронту» (Einheitsfrontlied, 1934) — на вірші Бертольта Брехта, музика Ганса Ейслера
- «Лівий марш» (Linker Marsch, 1957) — на вірші В. Маяковського (німецький переклад Гуго Хупперта), музика Ганса Ейслера
- «Траншеї» (Der Graben, 1957) — на вірші Курта Тухольського, музика Ганса Ейслера

## Нагороди і премії
- Національна премія НДР (1949, 1956, 1966, 1979)[21]
- Премія за видатні досягнення в мистецтві (Kunstpreis des FDGB, 1977)[21]
- Орден «За заслуги перед Вітчизною» (1965)[21]
- Орден Карла Маркса (1970)[21]
- Орден Дружби народів (1975)[21]
- Міжнародна Ленінська премія «За зміцнення миру між народами» (21.01.1975)[21]

Ім'я Буша носить вулиця в Берліні і площа в його рідному Кілі.